# Cercle de pierre Fir Clump
Le cercle de pierres Fir Clump était un cercle de pierres levées situé à Burderop Wood, près de Wroughton, dans le Wiltshire, dans l'Angleterre du Sud-Ouest. L'édifice a fait partie d'une tradition de construction de cercles de pierres qui s'est répandue dans une grande partie de la Grande-Bretagne, de l'Irlande et de la Bretagne à la fin du Néolithique et durant l'Âge du bronze, sur une période comprise entre 3300 et 900 av. J.-C. Le cercle de pierres Fir Clump était de forme ovale et était formé d'un double cercle concentrique composé de mégalithes de sarsen. C'est l'un des sept cercles de pierres érigés dans la région au sud de Swindon, dans le nord du Wiltshire. Le but de ces monuments est inconnu, bien que certains archéologues pensent que les pierres représentent des entités surnaturelles pour les constructeurs du cercle.

## Historique

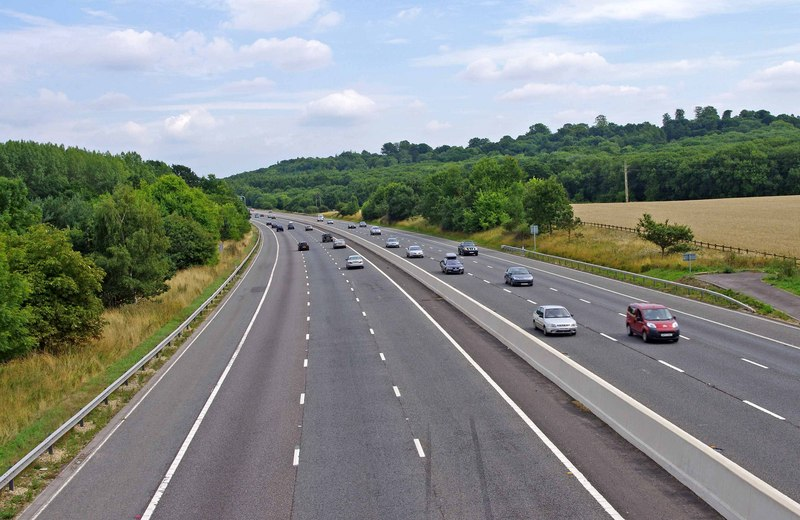
L'autoroute M4 avec Burderop Wood sur la droite ; le cercle de pierre se tenait à proximité

À la fin du XIXe siècle, l'antiquaire A.D. Passmore écrit deux cahiers dans lesquels il parle des sites archéologiques du Wiltshire. Il observe une tradition locale selon laquelle il y a un grand cercle de pierres près du pont ferroviaire à l'extérieur de Swindon et de l'ancienne route de Marlborough vers Ladder Hill. Il remarque que le cercle semble avoir été détruit environ trente ans auparavant et qu'il ne sait pas combien de pierres font partie du cercle. Il ajoute que de nombreux petits morceaux de sarsen se trouvent dans le cercle. Le contenu des cahiers de Passmore et leurs références sont publiés en 2004.
Dans un article de 1894 du Wiltshire Archaeological and Natural History Magazine, Passmore mentionne brièvement la présence d'un certain nombre de sarsens, qui peuvent ou non avoir fait partie d'un cercle, à Hodson, qui est adjacent à Burderop Wood. Il ajoute qu'une ligne de pierres émerge de ce cercle putatif et se dirige vers Coate. En 2000, Burl répertorie cette description comme une référence à l'anneau Fir Clump, bien que dans les cahiers de Passmore, publiés en 2004, l'antiquaire différencie les exemples de Fir Clump et d'Hodson comme des cercles séparés.
Le cercle de pierres Fir Clump est redécouvert en 1965 par l'arpenteur de l'arrondissement Richard Reiss. Il produit un plan du site tel qu'il existait alors. En 1969, ces pierres sont retirées lors de la construction de l'autoroute M4.

## Description
Le cercle de pierres Fir Clump se composait de mégalithes de sarsen grossiers, disposés en un double cercle concentrique. Les archéologues David Field et David McOmish notent que le cercle était légèrement ovale dans le contour. L'anneau extérieur, fragmentaire, mesure 107 m par 86,5 m de diamètre. L'anneau intérieur mesure 86,5 m par 73,7 m et est aplati du côté nord.
Environ 125 m à l'ouest du cercle se trouve une rangée de pierres mesurant 102 m de longueur alignée sur un axe nord/nord-ouest à sud/sud-est. Il s'avère que le plan du cercle de pierres Fir Clump est similaire à celui de Winterbourne Bassett. Il est également possible que le cercle de pierres de Coate se compose d'un double cercle.

## Contexte chronologique
Alors qu'on observe une continuité économique et technologique lors du passage du Néolithique ancien au Néolithique récent aux IVe et IIIe millénaire av. J.-C., des changements considérables dans le style des monuments érigés s'observent dans le sud et l'est de l'Angleterre. Vers 3000 av. J.-C., les tumulus allongés, les enceintes à chaussées et les cursus, qui prédominaient au Néolithique ancien, ne sont plus construits et sont remplacés par des monuments circulaires de diverses natures. Ceux-ci incluent des enceintes en terre, des cercles en bois et des cercles en pierre. Les cercles de pierres existent dans la plupart des régions de Grande-Bretagne où la pierre est disponible, à l'exception du coin sud-est de l'île. Ils sont plus densément concentrés dans le sud-ouest de la Grande-Bretagne et dans la partie nord-est de l'Écosse, près d'Aberdeen. La tradition de leur construction peut avoir duré 2 400 ans, de 3300 à 900 av. J.-C., la phase majeure de construction se déroulant entre 3000 et 1300 av. J.-C..

## Contexte géographique
D'autres cercles de pierres existent dans le Wiltshire, dont les plus connus sont Avebury et Stonehenge. Tous les autres exemples sont en ruines et, dans certains cas, détruits. Comme le note l'archéologue Aubrey Burl, ces exemplaires détruits ne laissent derrière eux que des descriptions frustrantes et des positions vagues. La plupart des cercles connus du Wiltshire sont érigés sur des positions basses dans le paysage.
Dans la région au sud de Swindon, on signale l'existence de sept cercles de pierres : le cercle de pierre Fir Clump, le cercle de pierre Swindon Old Church, le cercle de pierre Broome, le cercle de pierre Day House Lane, le cercle de pierre Coate Reservoir, le cercle de pierre Hodson, et le cercle de pierre Winterbourne Bassett. Souvent, ces cercles ne sont distants l'un de l'autre que de quelques kilomètres ; par exemple, Fir Clump est à un kilomètre au sud de Broome. Tous ces cercles du nord du Wiltshire sont détruits, sauf un : les pierres de Day House Lane à Coate (près de Swindon).

## Interprétation
Ces cercles de pierres montrent généralement très peu de traces de visites au cours de la période suivant leur création. L'archéologue Ronald Hutton note que cela suggère qu'ils ne sont pas des sites utilisés pour des rituels qui laissent des traces archéologiquement visibles, mais qu'ils peuvent avoir été délibérément laissés comme des monuments silencieux et vides. L'archéologue Mike Parker Pearson soutient que dans la Grande-Bretagne néolithique, la pierre est associée aux morts et le bois aux vivants. D'autres archéologues proposent que la pierre pourrait ne pas représenter des ancêtres, mais plutôt d'autres entités surnaturelles, telles que des divinités.